# ديلان هيكس
ديلان هيكس (بالإنجليزية: Dylan Hicks)‏ (1950)؛ مغن مؤلف، ملحن، كاتب أغاني وروائي أمريكي.